# Manassa Rose M
Koordinaten: 35° 30′ 16″ N, 23° 41′ 27″ O
Die Manassa Rose M war ein Stückgutfrachter, der im Januar 2022 vor der Küste Kretas, vor Kissamos, auf Grund lief und seitdem als Touristenattraktion und Fotomotiv bekannt ist.

## Geschichte und Charakteristika
Das Schiff wurde 1982 als Princess Angela auf der japanischen Tokushima Zosen Sangyo-Werft in Komatsushima unter der Werftnummer 1508 gebaut. Der Frachter hatte zwei Frachträume mit einem Gesamtvolumen von 5.408 m3 und drei Ladebäume mit je einer Belastungsgrenze von 25 Tonnen. Der Stapellauf erfolgte am 6. Juli 1982 und die Ablieferung an die Ky Sg-Reederei am 1. September 1982. Nach zahlreichen Namens-, Flaggen- und Eignerwechseln fuhr das Schiff schließlich ab 2021 unter der Flagge der Komoren als Manassa Rose M. Seit 2006 sollen Sicherheitsmängel am Schiff bestanden haben. Eigner des Schiffes war zum Unglückszeitpunkt die Sward Marine Co., eine Tochtergesellschaft der libanesischen Cedar Marine Services. Vertragsreeder war zum Zeitpunkt der Havarie das ägyptische Unternehmen International Marine Shipping.

## Havarie und Verbleib
Am 25. Januar 2022 befand sich die Manassa Rose M auf einer Fahrt von İskenderun nach Misrata, mit Baumaterialien und Baugeräten an Bord, als sie in einen Sturm geriet. Vor Kissamos versuchte das Schiff zu ankern, wurde dann jedoch aufgrund der schweren See auf eine wenige hundert Meter vor der Küste liegende Sandbank getrieben und zerbrach in zwei Teile. Die zehn Mann starke Besatzung verließ das havarierte Schiff, wobei acht Besatzungsmitglieder eines der Rettungsboote nutzten und zwei über Bord sprangen. Alle Besatzungsmitglieder konnten von der griechischen Küstenwache und lokalen Freiwilligen gerettet werden. Teile der Deckladung, darunter zwei LKW-Anhänger für Zement, wurden an Land gespült.
Wenige Tage nach der Havarie wurden die Tanks des Schiffes abgepumpt und Schmiermittel beseitigt. Die noch an Bord befindliche Ladung des Schiffes wurde Anfang Februar von einem Schwimmkran abgeborgen und der Küstenstrand von Treibgut der Schiffsladung gesäubert.

## Galerie

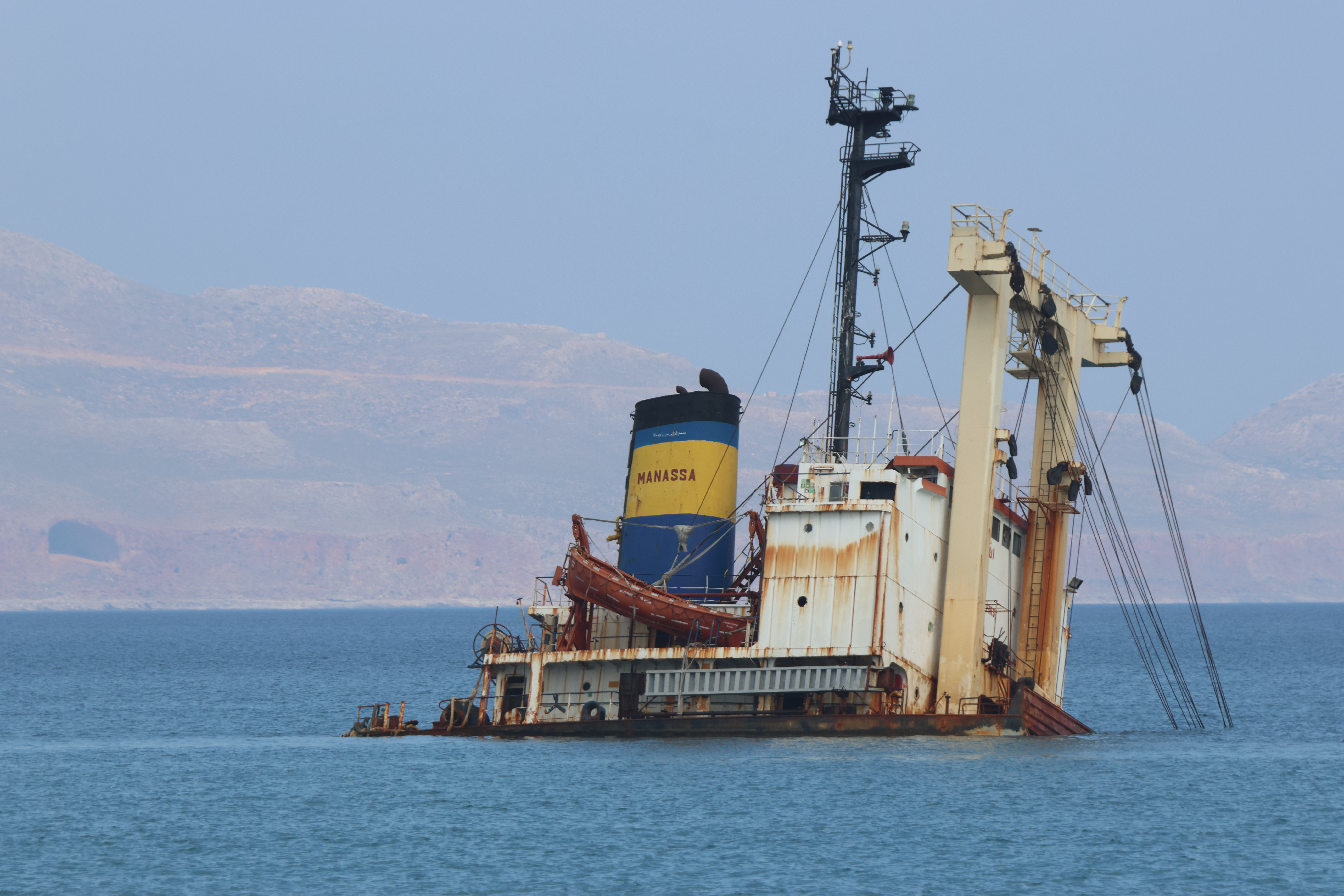
Nahaufnahme des Deckhauses mit einem der verbliebenen Rettungsboote im Mai 2023
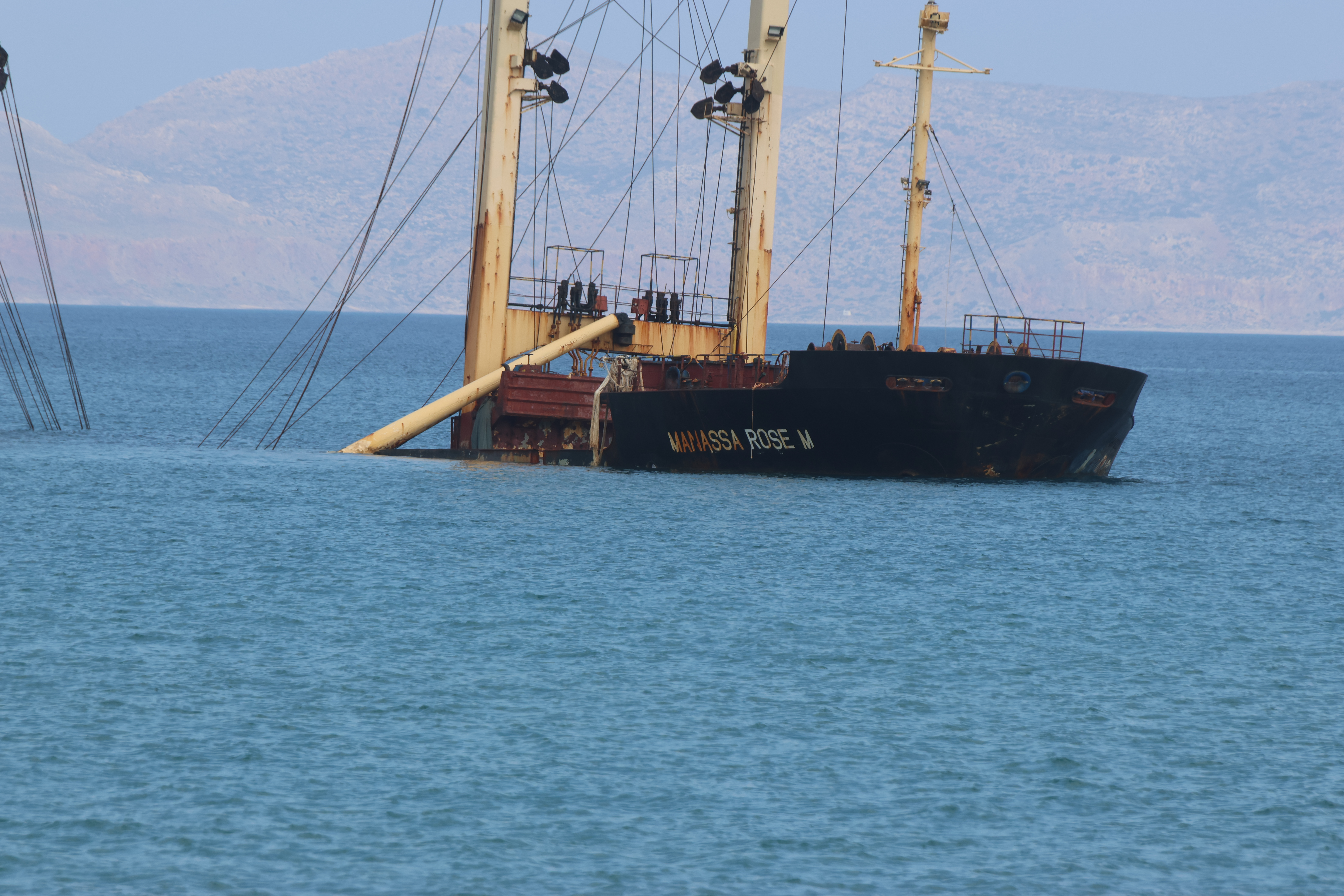
Nahaufnahme des Buges mit einem der Ladebäume im Mai 2023